# Yiliang (Zhaotong)
Der Kreis Yiliang (彝良县,  Yíliáng Xiàn) ist ein Kreis der bezirksfreien Stadt Zhaotong im Nordosten der chinesischen Provinz Yunnan. Sein Hauptort ist die Großgemeinde Jiaokui (角奎镇). Der Kreis Yiliang hat eine Fläche von 2.801 km² und zählt 503.376 Einwohner (Stand: Zensus 2020).

## Administrative Gliederung
Auf Gemeindeebene setzt sich der Kreis aus drei Großgemeinden und zwölf Gemeinden (davon fünf Nationalitätengemeinden) zusammen. 